# Bensen (Hessisch Oldendorf)
Bensen ist ein Ortsteil der Stadt Hessisch Oldendorf im Weserbergland im Landkreis Hameln-Pyrmont.

## Geographie

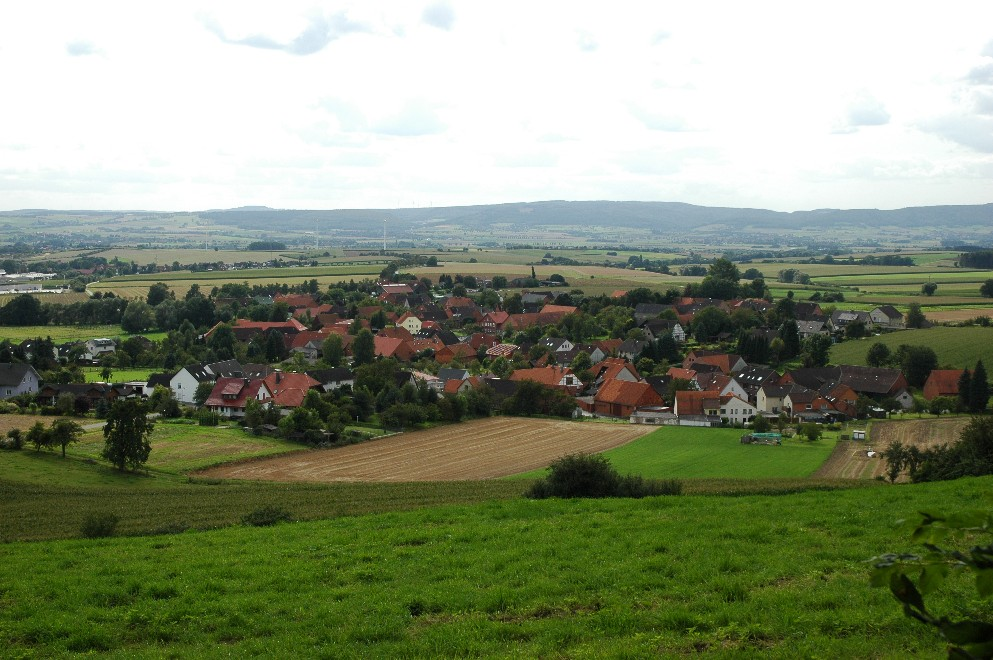
Blick vom Osterberg auf die Ortschaft Bensen

Bensen liegt direkt am Süntel und ist 6,8 km vom Zentrum Hessisch Oldendorf (Bahnhof) und 11,4 km von der Kreisstadt Hameln entfernt. Zusammen mit den Ortsteilen Haddessen, Höfingen und Pötzen bildet es auch die nach dem Süntel benannte Ortschaft.

## Geschichte
Rodung und Besiedlung des Gebietes reichen vermutlich in das frühe Mittelalter zurück. Die schriftliche Überlieferung setzt mit dem Jahr 955 ein. Eine Manse zu Benneshusun (Haus des Benno) gehörte zur Gründungsausstattung Ottos I. für das Stift Fischbeck. 1244 schenkte Gräfin Adelheid unter anderem zwei Höfe Bennenhusen ihrer gleichnamigen Tochter, der Gattin des Grafen Ludwig.
1957 wurde das neue Schulgebäude in Betrieb genommen. Die Friedhofskapelle wurde 1972 eingeweiht. Die Schule wurde 1976 geschlossen, seitdem wird das Gebäude als Dorfgemeinschaftshaus genutzt.
Bensen nahm 1964 (5. Platz), 1968 (4. Platz) und 1991 am Wettbewerb Unser Dorf soll schöner werden teil.

### Einwohnerentwicklung
| Jahr      | 1550 | 1795 | 1858 | 1910 | 1935 | 1950   | 2002 |
| --------- | ---- | ---- | ---- | ---- | ---- | ------ | ---- |
| Einwohner | 150  | 268  | 409  | 393  | 299  | 604 *) | 388  |

*) Einwohnerzunahme durch Vertriebene und Flüchtlinge

## Vereinsleben
1898 wurde der Männergesangverein gegründet. 1927 wurde die Freiwillige Feuerwehr gegründet.